# Historia de los judíos sefardíes de los Países Bajos
Como resultado del Edicto de Granada y de la Inquisición, muchos sefardíes (judíos de España y Portugal) tuvieron que dejar forzosamente sus hogares a finales del siglo XIV y durante los siglos XV y XVI, abandonando la península ibérica y buscando cobijo en otras tierras. Muchos de ellos emigraron a los Países Bajos, donde se les toleró la práctica de la religión judía.
Ámsterdam se convirtió en uno de los principales destinos de los sefardíes expulsados y su actividad comercial creció rápidamente con éstos, cuya influencia fue determinante, estableciéndose rutas comerciales con otras partes de Europa y del Norte de África, donde también se establecieron judíos sefardíes.

Además de comerciantes, muchos sefardíes también fueron destacados médicos, como David Nieto o Josef Bueno, a quien consultó el propio estatúder Mauricio I de Nassau. 

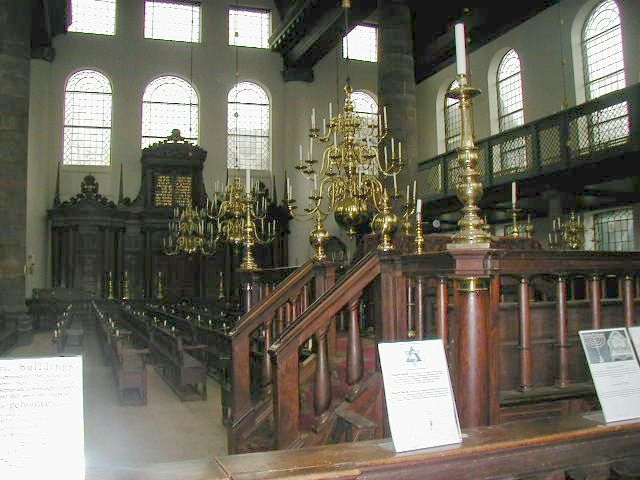
Interior de la Esnoga (sinagoga sefardí) de Ámsterdam, que data de 1675.

## Holocausto
Al comienzo del Holocausto, 4.300 de los 140.000 judíos holandeses eran sefardíes. Tras el fin de la Segunda Guerra Mundial, la comunidad descendió hasta las 800 almas, lo que supuso el fin de la comunidad sefardí de los Países Bajos, pereciendo la mayoría en los campos de concentración nazis.

## Actualidad
Hoy en día, la comunidad sefardí holandesa, llamada Portugees-Israëlitisch Kerkgenootschap (PIK), cuenta con aproximadamente 600 miembros, residiendo fundamentalmente en Ámsterdam.

## Personas destacadas
Jacob Israel Belmonte, Samuel Pallache y Jacob Tirado fueron los fundadores de la comunidad sefardita de Ámsterdam.
- Datos: Q7451872